# Crisi convulsive toniche e crisi convulsive cloniche
Le crisi convulsive toniche e le crisi convulsive cloniche sono crisi epilettiche che si caratterizzano per manifestazioni motorie quali ipertono muscolare (crisi toniche) o per fasi cicliche di contrazione-rilasciamento muscolare (crisi cloniche).

## Classificazione e caratteristiche
Le crisi convulsive toniche e le crisi convulsive cloniche fanno parte delle crisi epilettiche primitivamente generalizzate, ovvero, forme di epilessia che si caratterizzano per coinvolgimento di entrambi gli emisferi cerebrali sin dall'inizio della crisi. Poiché vi è inoltre una compromissione dello stato di coscienza durante la crisi, vengono definite a sintomatologia complessa.  Per cui, in definitiva, tali manifestazioni sono crisi epilettiche primitivamente generalizzate e a sintomatologia complessa. La locuzione crisi convulsiva clonica deve essere distinta dalla crisi convulsiva tonica; infatti, mentre la prima è caratterizzata da fasi cicliche di contrazione-rilasciamento della muscolatura assiale e degli arti (quadro tipico della sindrome di Janz), la seconda è caratterizzata da ipertono muscolare, senza caduta di tensione fino al termine della crisi.
L'identificazione di questi due quadri è necessaria al fine di distinguerli dalle crisi di grande male o crisi tonico-cloniche. Come dice il nome, queste ultime sono caratterizzate sia da una fase tonica che da una seguente fase clonica. Nel caso della crisi convulsiva tonica verrà a mancare la fase clonica; viceversa, nel caso della crisi convulsiva clonica verrà a mancare la fase tonica.